# Pałac w Witanowicach
Pałac w Witanowicach – wybudowany pod koniec XVIII w. w Witanowicach.

## Położenie
Pałac położony jest we wsi w Polsce, w województwie dolnośląskim, w powiecie polkowickim, w gminie Gaworzyce.

## Historia
Obiekt jest częścią zespołu pałacowego, w skład którego wchodzi jeszcze park.